# Karl-Maria Kertbeny

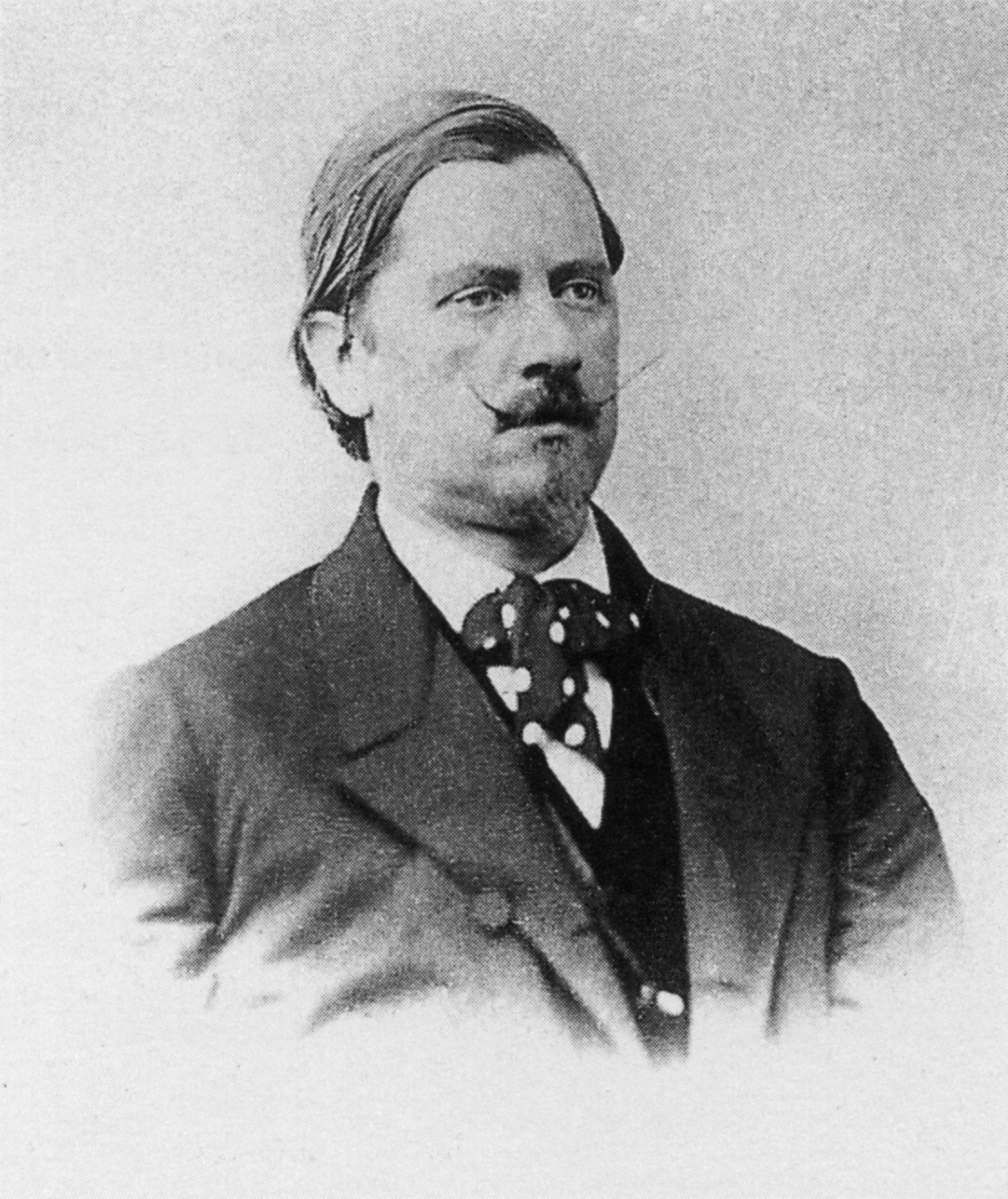
Karl-Maria Kertbeny

Karl-Maria Kertbeny lub Károly Mária Kertbeny (ur. jako Karl-Maria Benkert 28 lutego 1824 w Wiedniu, zm. 23 stycznia 1882 w Budapeszcie) – austriacko-węgierski pisarz, tłumacz, lekarz, obrońca praw człowieka, działał na rzecz zniesienia kar za stosunki homoseksualne. Pamiętany jest m.in. za wprowadzenie terminów „homoseksualizm” i „heteroseksualizm”.